# Esquel
Esquel – miasto w Argentynie, położone w południowo-zachodniej części prowincji Chubut.

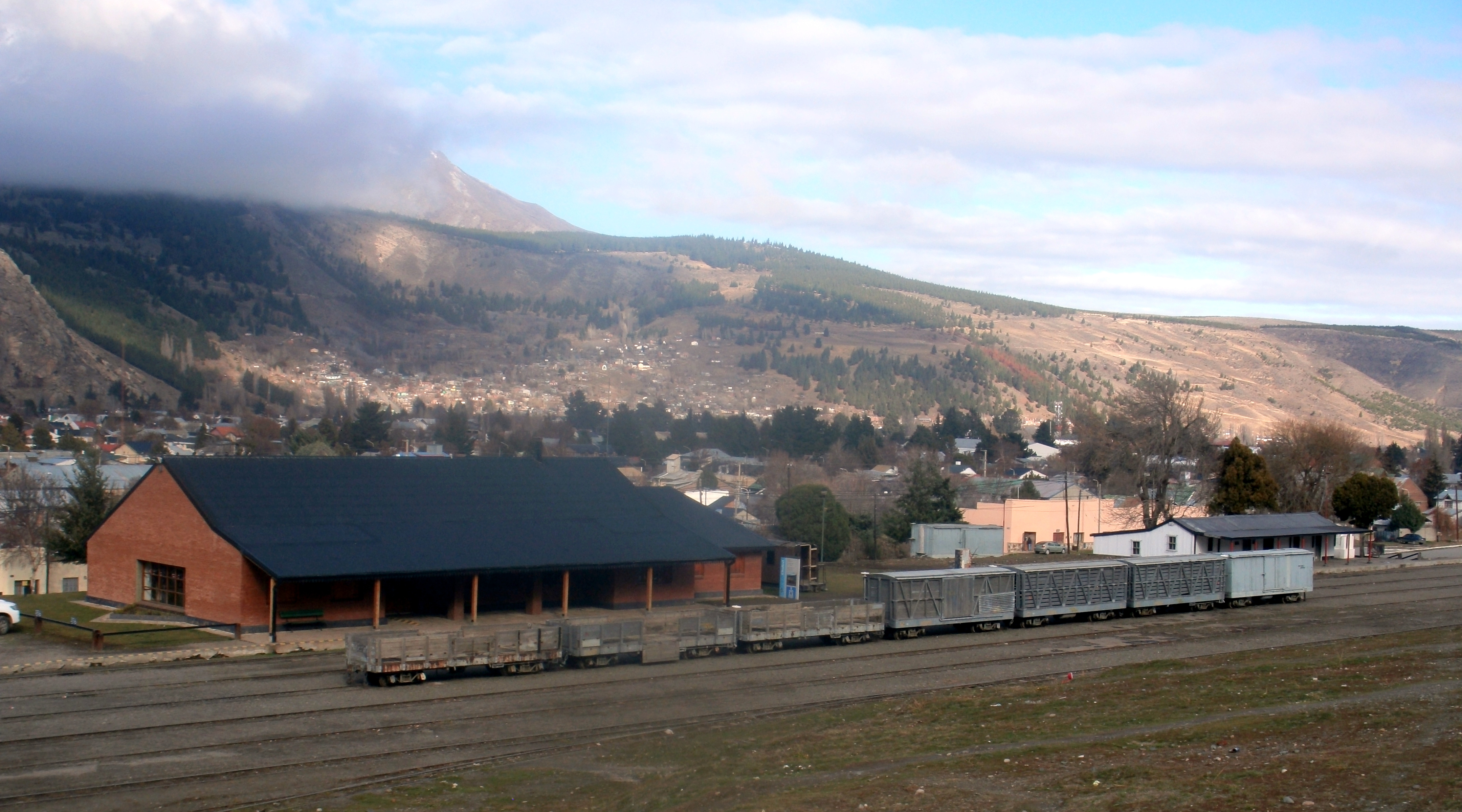
Stacja kolejowa Esquel

## Opis
Miejscowość została założona 25 lutego 1906 roku. Przez miasto przebiega droga krajowa RN59 i linia kolejowa. 
W mieście rozwinął się przemysł drzewny oraz młynarski.

## Miasta partnerskie
- Aberystwyth, Walia